# قائمة بريدية
للمزيد من المعلومات حول قوائم ويكيبيديا البريدية، انظر ويكيبيديا:القائمة البريدية
القوائم البريدية (بالإنجليزية: Mailing list) هي مجموعة من الأسماء والعناوين المستخدمة من قبل فرد أو منظمة لإرسال المواد لعدة مستلمين. وتتسع لتضم في نطاقها الاشخاص من مشتركي هذه القائمة، ولذلك فإن مجموعة من المشتركين هو ما يشار اليه باسم «القائمة البريديه»، أو ببساطة «قائمة».
يمكن أن يكون الإرسال عبر الورق أو الإلكتروني، ولكل منهما نقاط قوة خاصة به، على الرغم من أن مقالة من عام 2022 أشارت إلى أن "البريد المباشر لا يزال يجلب النصيب الأكبر من الإيرادات لمعظم المؤسسات".

## الأنواع
يمكن تعريف نوعين على الأقل من قوائم البريد، وهما:
- تعتبر قائمة الإعلانات أقرب إلى المعنى الأصلي، حيث كانت تستخدم "قائمة البريد" لإرسال النشرات الإخبارية والدوريات والإعلانات إلى مجموعة من الأشخاص المحددة. وكان ينفذ ذلك تقليديًا بالبريد العادي، ولكن مع ظهور البريد الإلكتروني، أصبحت قوائم البريد الإلكتروني شائعة. وتستخدم هذه القائمة بشكل أساسي كموصل للمعلومات في اتجاه واحد، ويمكن إرسال المعلومات إلى القائمة فقط من قبل الأشخاص المحددين. يمكن الإشارة إليها أيضًا باسم النشرة الإخبارية. وتستخدم قوائم البريد الإلكتروني للنشرة الإخبارية والترويجية في مختلف القطاعات كجزء من حملات التسويق المباشر.
- تسمح "قائمة النقاش" للأعضاء المشتركين (وأحيانًا حتى لأشخاص خارج القائمة) بنشر موادهم الخاصة التي تبث لجميع أعضاء القائمة البريدية الأخرى. ويمكن للمستلمين الرد بنفس الطريقة، وبذلك يمكن أن تحدث مناقشات وتبادل معلومات فعلية. وتكون قوائم البريد الإلكتروني من هذا النوع عادة موضوعية (على سبيل المثال، السياسة، والنقاش العلمي، ومشاكل الصحة، ومسابقات طريفة)، ويمكن أن يتراوح الموضوع من تخصص محدد إلى "كل ما تعتقده مثير للاهتمام بالنسبة لنا". وبهذا يشبهون مجموعات مناقشة يوزنت، وهي شكل آخر من مجموعة نقاش التي قد تكون لديها ميلًا لرفض الرسائل التي لا تتعلق بالموضوع.

تاريخياً، سبقت قوائم البريد الإلكتروني منتديات البريد الإلكتروني/الويب، حيث يمكن أن تقدم كل منهما وظائف مشابهة. وعندما تستخدم قوائم البريد الإلكتروني بهذه الطريقة، يشار إليها أحيانًا باسم قوائم النقاش أو منتديات النقاش. وتوفر قوائم النقاش بعض المزايا على المنتديات الإلكترونية التقليدية، لذلك لا تزال تستخدم في مشاريع مختلفة، ولا سيما جت ودبيان. تشمل المزايا التي تتمتع بها قوائم النقاش على المنتديات الإلكترونية القدرة على العمل بدون اتصال، والقدرة على توقيع / تشفير المشاركات عبر جنو برايفسي جارد ، والقدرة على استخدام ميزات بريد الكتروني مثل الفلاتر.

## التتبع
يهم مرسلو البريد الإلكتروني معرفة موعد تسليم العناصر، جزئياً لمعرفة كيفية تجهيز مراكز الاتصال بالموظفين. يمكنهم تحقيق ذلك عن طريق إضافة عناوين بريدية وهمية (أو بذور) في قوائمهم للمراسلة، مما يمكّنهم من مقارنة أوقات التسليم، خاصةً عندما يؤثر وقت العام على تأخير الوصول. كما يمكن أن توفر هذه العناوين المضللة معلومات حول سوء التعامل مع العينات. وإضافة عناوين بريدية مزروعة في قائمة البريد الإلكتروني يسهل تتبع الأشخاص الذين "استعاروا" القائمة بدون إذن.